# Cerkiew Zmartwychwstania Pańskiego w Bielsku Podlaskim
Cerkiew pod wezwaniem Zmartwychwstania Pańskiego (Woskriesieńska) – prawosławna cerkiew konkatedralna i  parafialna w Bielsku Podlaskim. Należy do dekanatu Bielsk Podlaski diecezji warszawsko-bielskiej Polskiego Autokefalicznego Kościoła Prawosławnego.
Świątynia znajduje się przy ulicy Romualda Traugutta. 

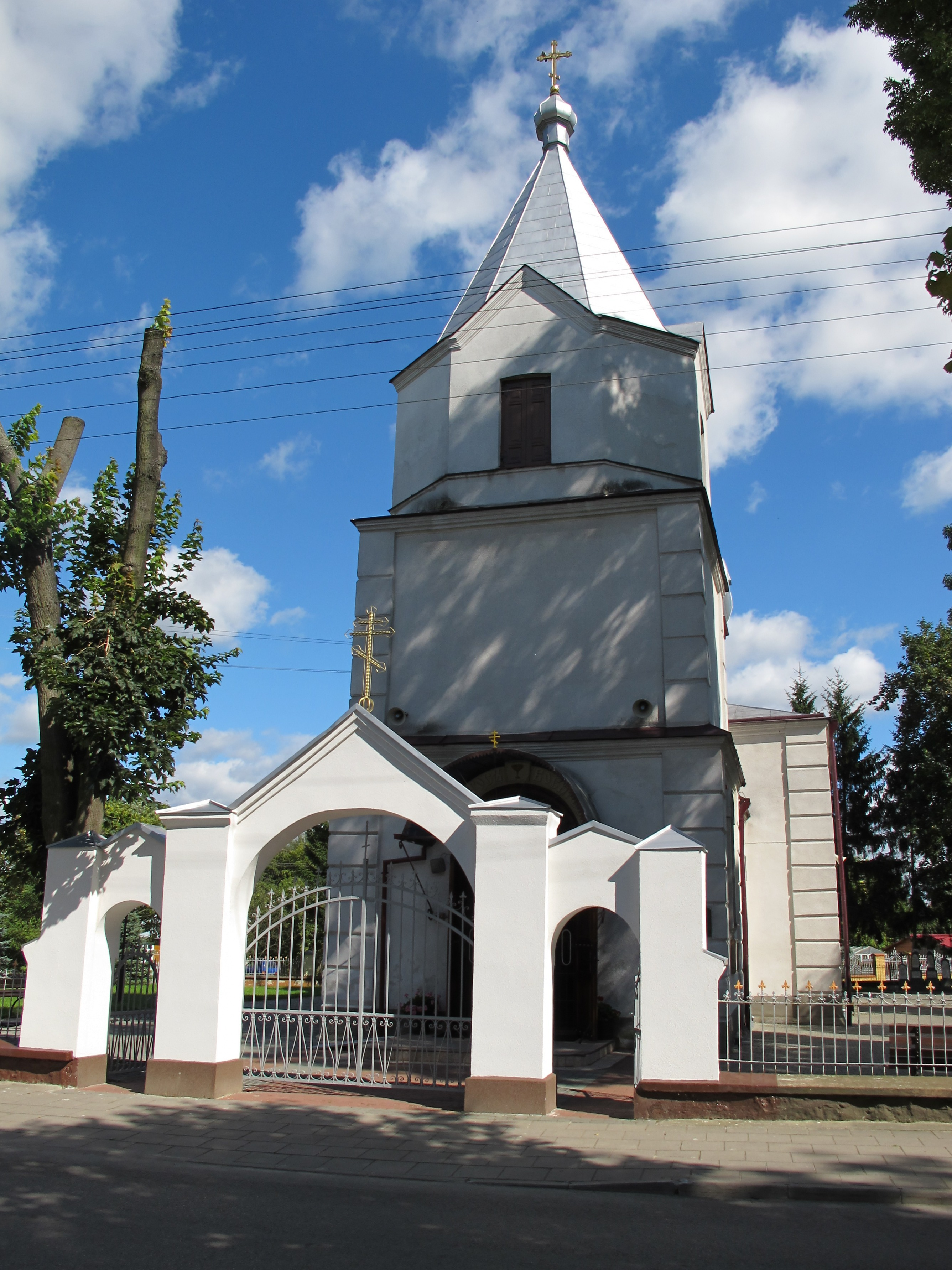
Cerkiew od frontu

Pierwsza cerkiew o tym wezwaniu mieściła się na uroczysku „Buhor” koło Lewek i być może po 1377 została przeniesiona do bielskiej dzielnicy Dubicze. W drugiej połowie XVI w. zbudowano nową cerkiew w kolejnym nowym miejscu, w pobliżu dworu starościńskiego w dzielnicy Hołowiesk (obecnie ulica Romualda Traugutta). Po 1636 cerkiew została przekazana unitom, którzy w 1716 wybudowali w jej miejscu nową świątynię. W 1796 władze pruskie, ze względu na zły stan nieremontowanej od wielu lat świątyni, zezwoliły parafianom na odprawianie nabożeństw w nieczynnym kościele pokarmelickim. Nową cerkiew konsekrowano w 1838 i przeniesiono nabożeństwa z kościoła karmelitów.
W 1839 władze rosyjskie skasowały unię i przekazały cerkiew prawosławnym. Kolejna gruntowna przebudowa miała miejsce w latach 1912–1913, gdy dobudowano od frontu wieżę. Wygląd, który świątynia uzyskała po tej przebudowie, zachował się do dziś. 
Część ołtarzowa oraz nawa główna miały konstrukcję drewnianą (do ostatniej przebudowy). Od strony zewnętrznej cerkiew posiada obmurowanie. Wewnętrzny wystrój świątyni jest charakterystyczny dla podlaskich cerkwi drewnianych.
W świątyni szczególnym kultem otaczane są dwie ikony: św. Męczennicy Barbary i św. Jerzego Zwycięzcy.

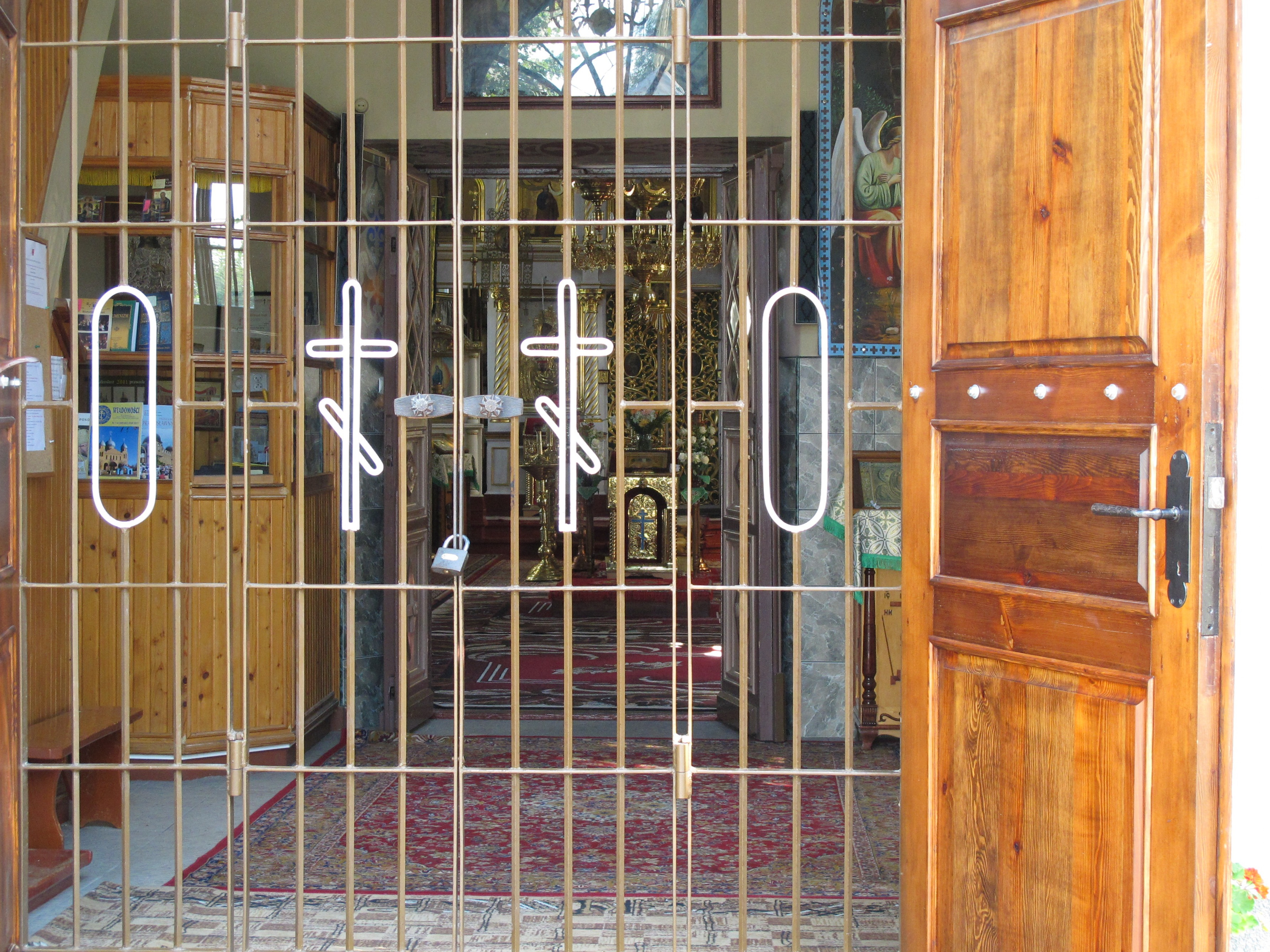
Widok na wnętrze i ikonostas

W latach 90. XX w. była gruntownie remontowana. W latach 2013–2014 (za zgodą wojewódzkiego konserwatora zabytków) dokonano całkowitej przebudowy cerkwi, polegającej na zastąpieniu konstrukcji drewnianej betonową. Powodem był bardzo zły stan techniczny konstrukcji drewnianej. Z dotychczasowej świątyni zachowano jedynie kopułę, ołtarz oraz kamienną część prezbiterium. Bryła budynku pozostała w niezmienionym kształcie.
20 sierpnia 2016 cerkiew odwiedził prawosławny patriarcha Antiochii Jan X.
Świątynia została wpisana do rejestru zabytków 29 października 1966 pod nr A-27.